# Sessa Aurunca
Sessa Aurunca è un comune italiano di 20 027 abitanti della provincia di Caserta in Campania.

## Geografia fisica

### Territorio
Sessa Aurunca è il primo comune della provincia di Caserta per estensione territoriale, il secondo in Campania dopo Ariano Irpino.
La sua collocazione all'estremo nord-ovest della Campania ne fa il comune più occidentale della regione. Dispone di una fascia costiera sul litorale domizio lungo il golfo di Gaeta. È separata dal Lazio, provincia di Latina, dal fiume Garigliano. Il centro cittadino che dà il nome alla municipalità è collocato sul pendio di tufo vulcanico a sud-ovest del vulcano spento di Roccamonfina, su di un piccolo affluente del Garigliano. Il centro storico della città fa parte del parco regionale di Roccamonfina-Foce Garigliano.

## Origini del nome
Il toponimo deriva da Colonia Julia Felix Classica Suessa (o in breve Suessa), città appartenente alla Pentapoli Aurunca, nucleo storico del centro.
Nel 313 infatti, sconfitta la Pentapoli Aurunca, i Romani fecero di Suessa Aurunca una loro colonia, S.P.Q.S.
Si presume che il nome possa derivare dalla felice posizione (sessio, cioè sedile, dolce collina dal clima mite del territorio denominato dai Romani Campania felix).

## Storia

### Le origini: Suessa

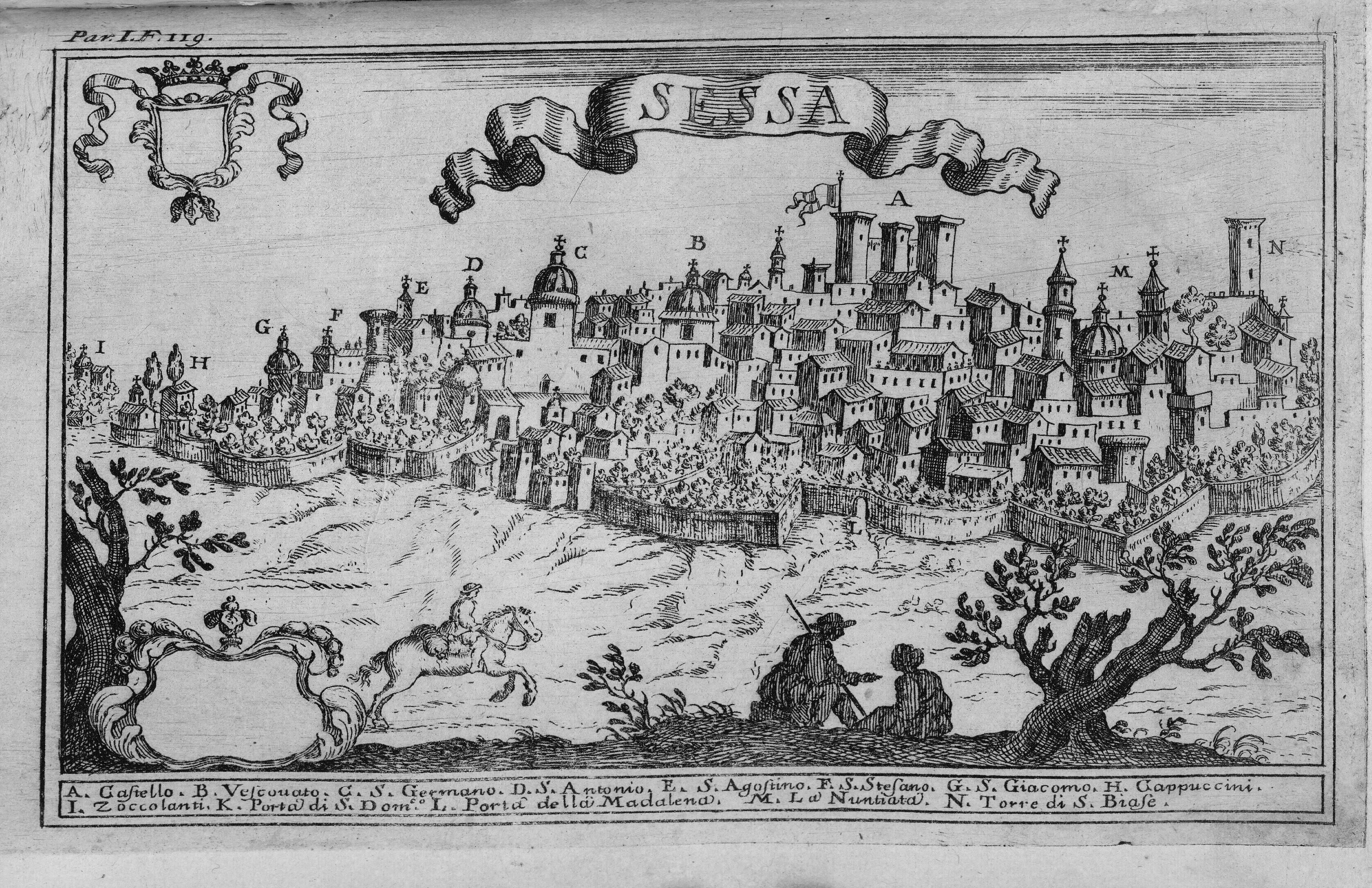
Veduta di Sessa Aurunca nel XVIII secolo (1703).

Sessa Aurunca è di antichissima origine come confermano tracce di insediamenti preistorici e le necropoli dell'VIII secolo a.C., epoca in cui qui risiedevano gli Aurunci, popolazione di origine indoeuropea, che si stabilì nel basso Lazio, probabilmente intorno al I millennio a.c. Il loro territorio, a sud di quello dei Volsci, era compreso nell'area di Roccamonfina, tra il Liri e il Volturno, i monti Aurunci e il monte Massico. Una delle città principali fu Terracina. Socialmente non erano particolarmente evoluti, o almeno così li descrissero i Romani, costruivano le loro città sempre in cima a un colle a scopo difensivo, con alcune caratteristiche umbro-osche.
Il territorio degli Aurunci si estendeva dal Circeo al Monte Massico, tra Monti Aurunci e i Monti Ausoni e il Mar Tirreno con a capo la Pentapoli di Ausona, Minturnae, Sinuessa, Suessa e Vescia, che ricopriva gran parte di questo territorio.
Minturnae è uno dei centri più antichi del Basso Lazio, alla foce del fiume Garigliano, al confine tra Lazio e Campania, sulla riva destra. Il suo nome si fa risalire a Minothauros, Dio cretese, ma non ce ne sono prove sufficienti.
Insieme alle città di Ausona, Sinuessa, Suessa (Sessa Aurunca) e Vescia, faceva parte della Pentapoli Aurunca, fulcro della confederazione degli Aurunci (o Ausoni), che secondo alcuni anziché di origine indoeuropea, sarebbero discendenti dei Tirreni, quindi popolo di stirpe italica.
Intorno al IV sec. a.c. questo popolo entrò a contatto coi Romani, schierandosi contro di essi e alleandosi coi Sanniti. Le conseguenze furono disastrose: la Pentapoli venne annientata nel 314 a.c. (Livio, IX, 25 "Deletaque Ausonum Gens"), tanto che di Ausona e di Vescia non è rimasto che il nome e poche notizie. Nel 312 la costruzione della Via Appia, che collegava Roma con Capua, interessò anche il sito di Minturnae diventandone il Decumano Massimo, e la città divenne colonia romana nel 295 a.c. Iniziò così un nuovo periodo di prosperità, che raggiunse l'apice nel I sec. d.c.
I Romani fondarono le colonie di Suessa Aurunca e Minturnae, riedificandole e abbellendole, oggi città omonime e con la stessa posizione.
Del periodo romano restano a Minturno l'acquedotto, il teatro, il foro coi suoi templi, le mura e l'anfiteatro. Dopo la devastazione dei longobardi nel 559 d.c., Minturnae venne depredata di marmi e colonne, per le nuove costruzioni, soprattutto da parte della Chiesa.
Per alcuni gli Aurunci coincidono con gli Ausoni, per altri sono popolazioni distinte. Fu comunque una delle più antiche popolazioni dell'Italia preromana, sovente confusa con gli Osci, intesa come abitanti preistorici della zona tra Lazio e Campania, come pure di restanti parti dell'Italia meridionale; Tito Livio la colloca tra i fiumi Liri e Volturno. Nelle loro terre si sono trovati molti reperti che non denotano però grandi insediamenti prima della colonizzazione romana. AUSONI Dionigi di Alicarnasso:
"Gli Arcadi, primi tra gli Elleni, attraversato l'Adriatico si stanziarono in Italia, condotti da Enotro.. nato 17 generazioni prima della guerra di Troia... giunse all'altro mare, quello che bagna le regioni occidentali d'Italia. Questo si chiamava Ausonio dagli Ausoni che abitavano le sue rive;... e fondò sulle alture piccoli centri abitati... E la regione occupata, che era vasta, fu chiamata Enotria ed enotrie tutte le genti su cui regnò. Popolazione di origine indoeuropea, che si stabilì nel basso Lazio, probabilmente intorno al I millennio a.c. Il loro territorio, a sud di quello dei Volsci, era compreso nell'area di Roccamonfina, tra il Liri e il Volturno, i monti Aurunci e il monte Massico. Una delle città principali fu Terracina. Socialmente non erano particolarmente evoluti, o almeno così li descrissero i Romani, costruivano le loro città sempre in cima a un colle a scopo difensivo, con alcune caratteristiche umbro-osche.
Sessa fu fortificata con mura ciclopiche che abbracciano una superficie di circa 1 ettaro: probabilmente questo era l'originario nucleo di Suessa, città preromana che aderiva a una federazione di città aurunche, nota come Pentapoli Aurunca. La superficie pare troppo esigua per un centro abitato e si ipotizza che le mura proteggessero solo un forte militare a difesa degli abitanti. Nel 337 a.C. la postazione fu abbandonata, sotto la pressione dei Sidicini, in favore della zona dell'attuale centro storico di Sessa.
Fu un centro importante degli Aurunci, ma nel IV secolo a.C. fu conquistato dai Romani che sconfissero nel 313 a.C. la Pentapoli Aurunca: vi si insediò allora una colonia di diritto latino, Suessa. Batté moneta dal 270 a.C. circa alla seconda guerra punica (219-202 a.C.), durante la quale si rifiutò di fornire armi, soldati e denari a Roma. Divenne un ragguardevole centro militare, commerciale e agricolo e venne elevata a "municipium" nel 90 a.C.; durante la guerra civile si schierò al fianco di Silla prima e più tardi di Pompeo. È di questo periodo la cinta muraria, di cui restano le tracce: lunga due opere e mezzo con cinque-sei porte, fu realizzata in opus quadratum. Al tempo di Augusto Sessa ospitò una colonia di veterani classarii ed estese i suoi confini.
La posizione vantaggiosa tra la Via Appia e la Via Latina ne fa un centro di produzione agricola, i cui prodotti possono essere trasportati verso Roma o verso Capua. Cicerone menziona Suessa come di un'importante città. Cesare distribuì le terre di Sessa fra i suoi veterani qui, per cui la città assume in alcuni testi il nome di Colonia Julia Felix Classica Suessa.

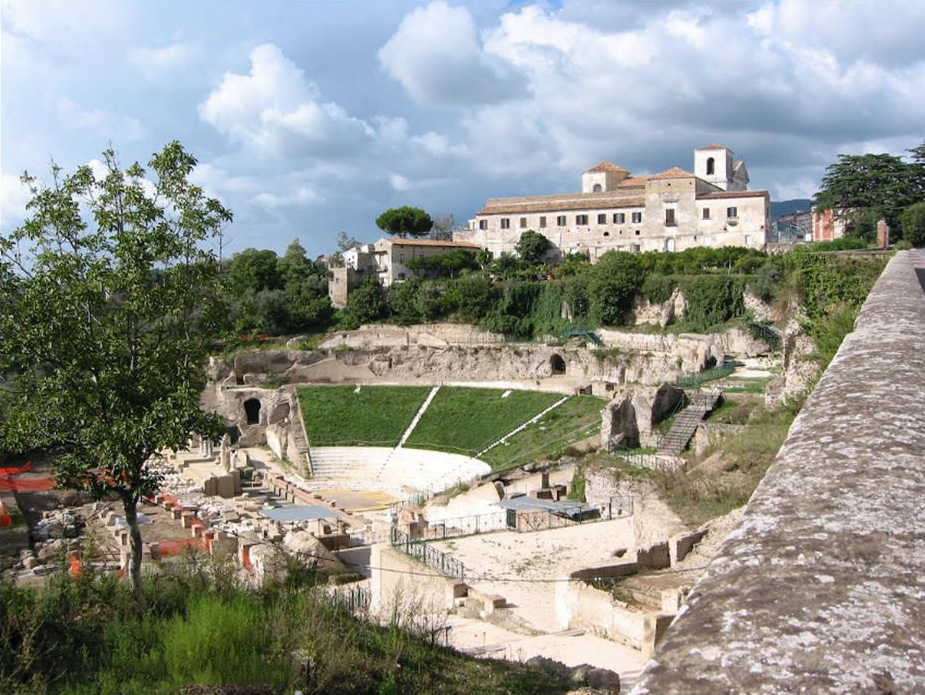
Teatro romano di Suessa.

Nell'età imperiale Suessa conosce la sua massima espansione urbana: il centro abitato si estendeva su un'area quasi doppia rispetto a quella attuale e contava numerosi e importanti monumenti. Nel 2001 gli scavi hanno riportato alla luce il Teatro Romano, struttura che poteva contenere più di 3 500 spettatori con una scena di circa 30 metri di fronte e 15 di profondità; il teatro ha come cornice naturale la campagna con il golfo di Gaeta all'orizzonte. Presso la città sorse una villa, proprietà di Matidia.

### Il medioevo
Al declinare dell'Impero romano, Sessa - diocesi almeno dal V secolo - vive un periodo di decadenza.
Dopo essere stata interessata alle vicende storiche di Capua, Salerno, Benevento e Gaeta, riacquista parte della sua antica importanza verso il XII secolo. Tra il XIV e il XV secolo i Marzano, signori di buona parte di Terra di Lavoro e una delle più potenti famiglie del Regno di Napoli, fecero di Sessa la capitale dei loro feudi.
La signoria dei Marzano ebbe termine nel 1464 e Sessa per breve tempo è eretta in arciducato. Nel 1507 è concessa in feudo a Gonzalo Fernández de Córdoba, che aveva portato a termine la definitiva conquista del Regno di Napoli da parte di Ferdinando il Cattolico e ne aveva ottenuto il titolo di viceré. Apparteneva ad una delle più illustri famiglie di Spagna.

La provincia campana di Terra di Lavoro con i confini dei suoi cinque distretti (dal 1860 circondari)

### Ducato di Sessa
Vi è stato un primo Ducato di Sessa, dal 1360 al 1466, un Arciducato, dal 1495 al 1507, e un secondo Ducato di Sessa dal 1507 in poi, il cui titolo nobiliare esiste ancora oggi. Le radici dell'antichissima famiglia Marzano si perdono nella notte dei tempi; probabilmente prese il nome da una omonima terra che possedevano in Principato Citra, infatti sin dal 1230, ai tempi di re Federico II di Svevia, subito dopo la vittoria in Lombardia, sono attestati Riccardo e Giovanni di Marzano.
I Marzano hanno posseduto numerosi feudi tra i quali: Baia, Caggiano, Calvi, Carinola, Dragone, Formicola, Gioia, Laconia, Latino, Maida, Marzano, Monteleone, Monterotario, Rocca d’Aspro, Roccamonfina, Salvitella, Sant’Angelo di Ripacanina, Sant’Angelo le Fratte, Sasso, Sessa, Teano, Tufara, Vallo di Novi

### Dal XIX secolo a oggi
Agli inizi del XIX secolo in seguito agli avvenimenti che andavano scuotendo il Regno napoletano, Sessa si trovò priva di due pilastri della sua importanza: la nobiltà e gli ordini religiosi che sin dal XIII secolo, avevano formato uno dei cardini della vita cittadina. Conservò però la diocesi e mantenne un suo ruolo come centro importante della provincia di Terra di Lavoro nel Distretto di Gaeta. 
Durante la prima guerra mondiale, la popolazione fu toccata profondamente da tale evento.
Tra il 1943 e il 1944 il territorio fu teatro di importanti eventi bellici. Nel 1944 diverse donne furono vittime di stupri delle truppe marocchine. Il Museo Civico fu saccheggiato dei suoi reperti archeologici .
Nel 1975 venne scorporata la frazione Cellole divenendo comune autonomo.

### Simboli
Lo stemma del Comune di Sessa Aurunca è stato riconosciuto con decreto del Capo del governo del 18 maggio 1936.
Nello stemma è raffigurato Eracle, nume tutelare del luogo in antichità, nell'atto di strangolare il Leone di Nemea.

## Monumenti e luoghi d'interesse

### Architetture religiose

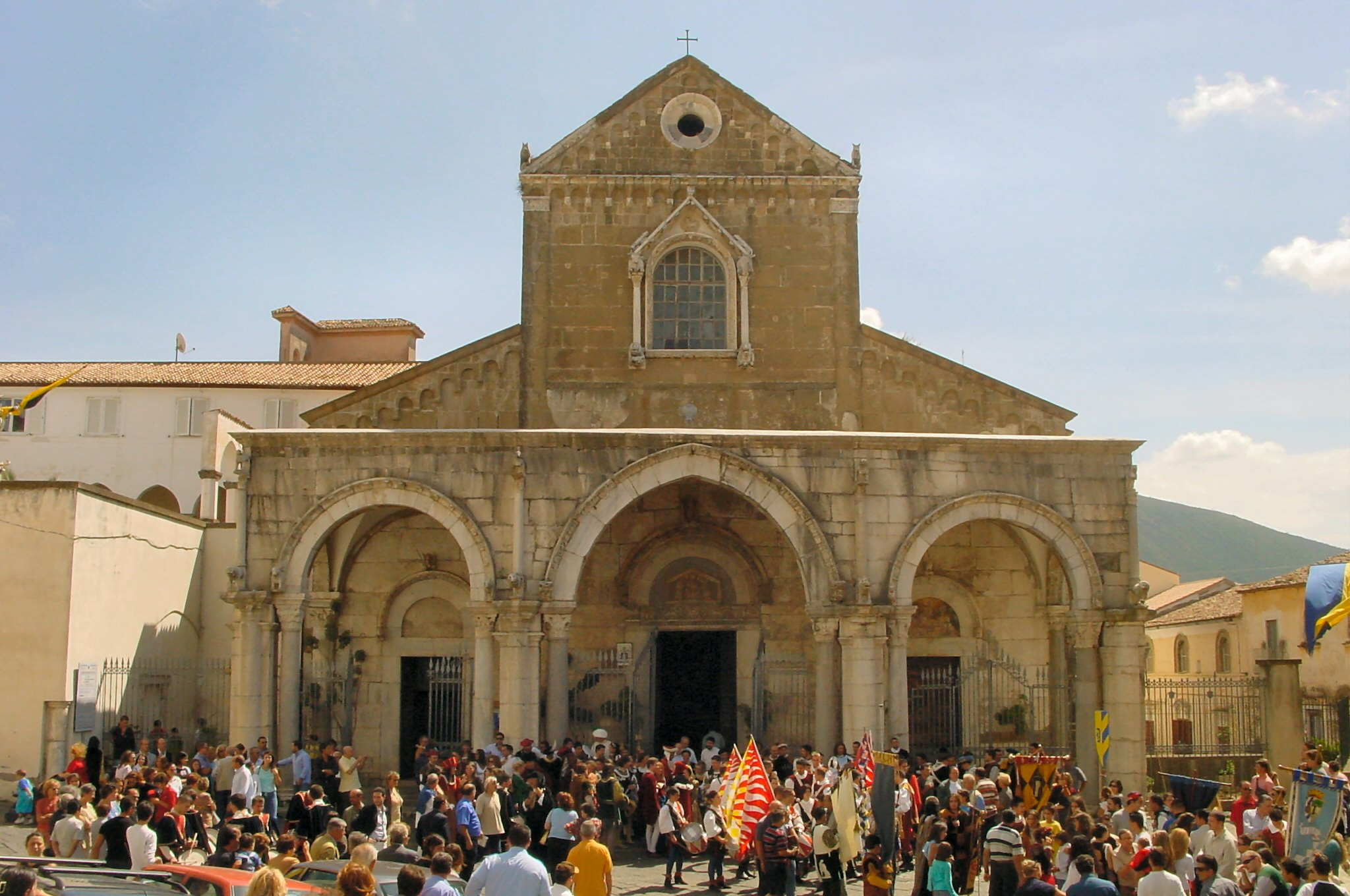
Duomo

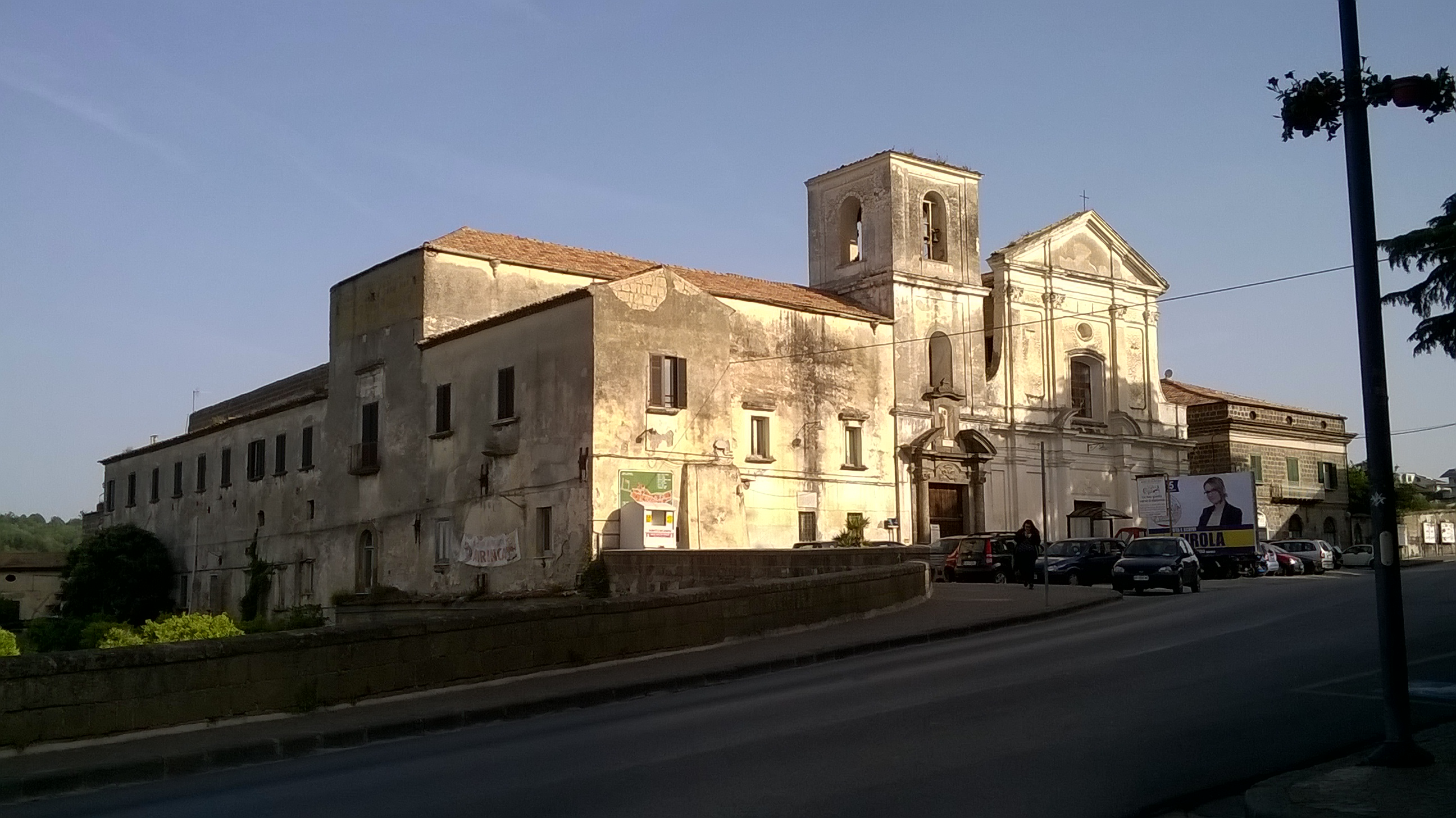
Chiesa di San Giovanni a Villa

- Cattedrale dei Santi Pietro e Paolo (1183)
- Chiesa di Santo Stefano (XIII-XIV secolo)
- Chiesa di San Giovanni a Piazza (XIV-XVIII secolo),
- Chiesa e convento di San Germano (XIII-XVIII secolo), con interessante interno settecentesco, decorato con stucchi e marmi policromi.
- Chiesa di Sant'Agostino (XV secolo), oggi di forme barocche, conserva all'interno la tomba di Agostino Nifo. Adiacente ad essa è l'ex convento, di forme vanvitelliane.
- Chiesa di San Giovanni a Villa (XIII-XVIII secolo): all'interno, all'altare maggiore, è un Crocifisso su tavola dei primi del Quattrocento, mentre agli altari del transetto sono due tele di un pittore vicino a Francesco Solimena.
- Chiesa dell'Annunziata (XVIII secolo): di epoca angioina, fu ricostruita dopo il terremoto del 1688 in grandiose e classicheggianti forme rococò, tra l'inizio degli anni quaranta e la fine degli anni cinquanta e fu completata dall'architetto Giuseppe Astarita, tra i migliori allievi di Domenico Antonio Vaccaro. L'interno a croce greca ospita nell'abside dietro l'altare maggiore una pala con l'Annunciazione di Sebastiano Conca, firmata e datata 1758 e restaurata nel 2021.[13]
- Chiesa di San Benedetto,
- Chiesa di San Michele,
- Chiesa di Santa Lucia,
- Chiesa del Santissimo Rifugio,
- Chiesa di San Carlo Borromeo.
- Chiesa Rupestre di Santa Maria in Grotta

### Architetture civili

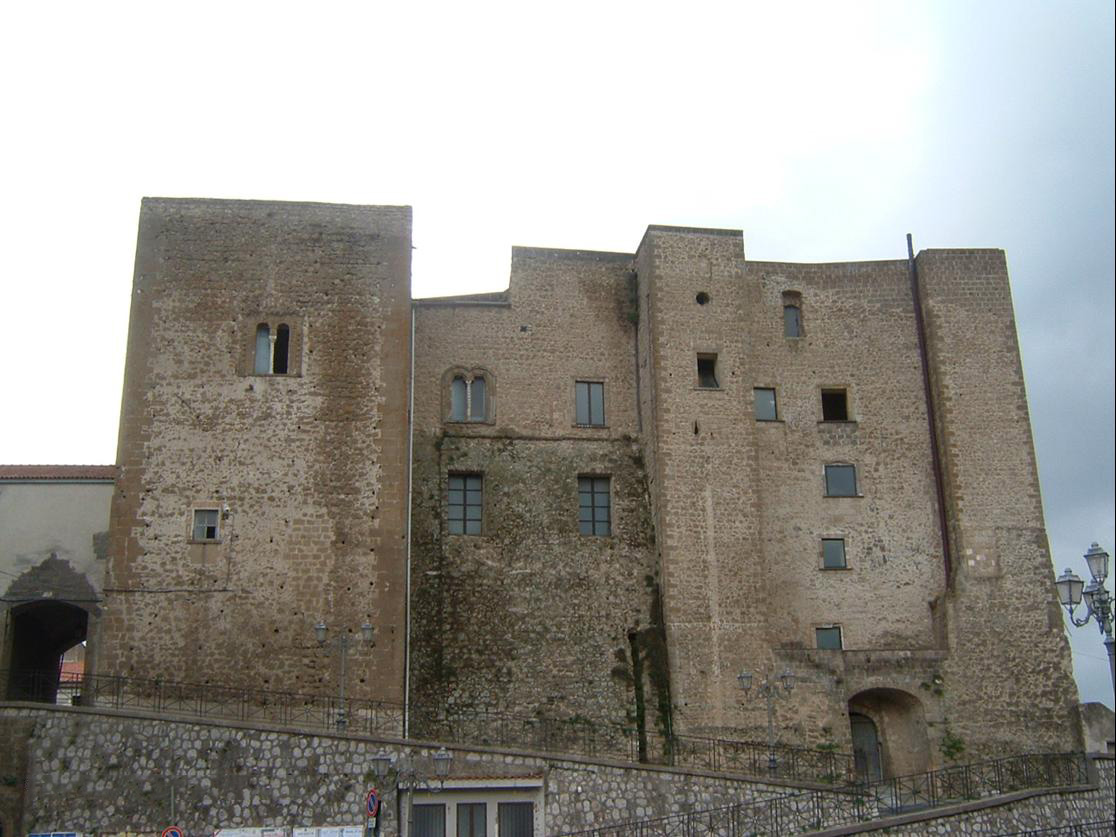
Castello Ducale

- Castello Ducale (X secolo), costruito in epoca normanna su costruzioni precedenti di epoca longobarda e romana, raggiunse l'apice sotto l'imperatore Federico II di Svevia, che lo ampliò e consolidò; divenuto residenza feudale nel XIV secolo e poi proprietà pubblica nel XIX secolo, venne destinato ad altri usi fino a diventare sede museale.[14] Dal 18 dicembre 2024 è la sede del Museo archeologico nazionale di Sessa Aurunca.[15]
- Convitto Nazionale Agostino Nifo
- Fontana dell'Ercole
- Centrale nucleare del Garigliano, in fase di bonifica (vedi energia nucleare in Italia)
- Vecchio Osservatorio Marina Militare[16]

### Archeologia
- Scavi di Suessa,
- Ponte Auruncus
- Teatro romano di Suessa,
- Criptoportico.
- Chiesa rupestre San Michele in Gualana

Musei e altri luoghi d'interesse
- Museo archeologico nazionale[17]
- Museo diocesano[18]
- Ecomuseo del territorio aurunco[19]
- Mostra permanente del Capitolo[20]
- Sedile di S. Matteo[21][22]

### Aree naturali
- Parco regionale di Roccamonfina-Foce Garigliano.

## Società

### Evoluzione demografica
Abitanti censiti

### Etnie e minoranze straniere
Al 1 gennaio 2023 vi sono presenti 777 residenti stranieri, pari al 3,84% della popolazione.

### Religione
- Diocesi di Sessa Aurunca.

### Tradizione e folclore
- Settimana Santa[25][26][27]
- Gran Torneo dei Quartieri[28][29]
- Serata dei "Buco Buco" di San Silvestro[30]

## Geografia antropica

### Frazioni
Il territorio comunale attualmente conta 30 frazioni o località, fra cui:
- Baia Domizia, località turistica balneare nata nei primi anni sessanta nel mezzo della "pineta" o "pantano di Sessa".
Il comune di Sessa Aurunca vendette l'area dopo deliberazione del consiglio comunale del 29/9/1962 alla società Aurunca Litora, a condizione che rimanesse aperta a tutti e che fosse sviluppata e valorizzata per scopi "turistici-balneari-residenziali" come citato nell'atto di compravendita. Vi è situata la parrocchia chiesa di san Francesco d'Assisi.
- Carano, borgo agricolo, il cui toponimo risale all'età romana, noto per il Santuario di Maria SS. della Libera, meta di pellegrinaggi. La chiesa, a navata unica con cappelle laterali e cupola maiolicata, conserva all'altare maggiore un affresco campano-bizantino attardato (XIV secolo) e una statua in legno policromo della Vergine, di Giacomo Colombo. La festa patronale in onore della Madonna della Libera si svolge la prima domenica di maggio.[31]
- Cascano. Il borgo, d'origine romana come evidenzia il toponimo, è un centro noto soprattutto per l'artigianato della ceramica, la cui lavorazione è documentata nel sito almeno dal IV secolo d.C.[32]
- Corbara, piccola frazione, conta circa 200 abitanti, anch'essa nota per la lavorazione della terracotta. Vi è situata la parrocchia di San Clemente.[33]
- Avezzano-Sorbello, piccola frazione, conta circa 600 abitanti.
- Fasani. In località Gualana è situata la grotta di San Michele, dove si conservano ancora le strutture architettoniche di tre absidiole sulle cui superfici sono visibili alcune figure di santi, e affreschi di pregevole fattura, risalenti al VIII secolo dell'era cristiana.[34]
- Fontanaradina è una frazione di circa 110 abitanti. Il villaggio, secondo quanto narra la leggenda, è stato fondato agli inizi degli anni Mille; prima di questa data si narra che in tale luogo ci fossero soltanto delle sorgenti (da qui il nome Fontanaradina, ossia "fontana gradita", per il fatto che i viandanti che passavano in quella zona, potevano trovare refrigerio e ristoro nell'acqua della sorgente). Costruito sulle pendici del vulcano di Roccamonfina, in prossimità di una bocca laterale, è situato a 400 metri sul livello del mare. Il villaggio gode di un clima mite e di un panorama che va dal promontorio di Mondragone (CE) al golfo di Gaeta (LT). Il paese è sede di una delle più antiche chiese del comune sessano e anche una delle più grandi, costruita nei primi anni del 1400 unica sulle toraglie con le sue tre navate. I santi patroni di Fontanaradina sono i santi Martiri Nazario e Celso che si festeggiano il 28 luglio.

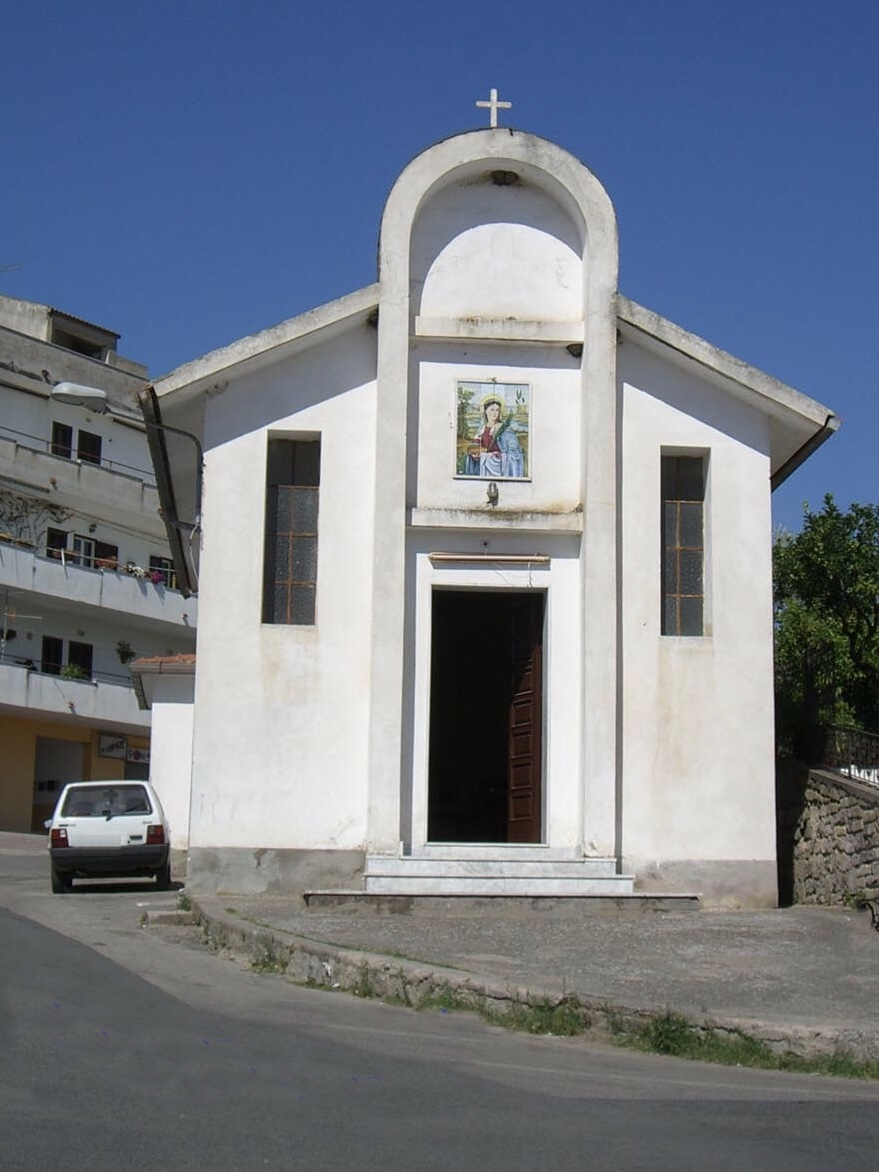
Lauro - Chiesa di Santa Lucia

- Lauro, frazione di circa 2 000 abitanti situata a circa 100 m s.l.m. La festa patronale principale ricorre la seconda domenica di maggio, in onore di Maria SS. delle Grazie sotto il titolo dei Pozzi, particolarmente suggestivo è il luogo ove sorge il Santuario della Madonna. Altri santi patroni venerati a Lauro sono Sant'Antonio abate (17 gennaio), San Michele Arcangelo (29 settembre) e Santa Lucia (13 dicembre). Presente una sempre crescente attività culturale nell'ambito della musica con diverse scuole e formazioni bandistiche. Il centro storico è pavimentato da tipiche basaltine.
- Ponte, piccola frazione di Sessa Aurunca con circa 450 abitanti, uno dei più suggestivi e antichi paesini di montagna del Casertano, al centro di un'ampia zona per le escursioni a piedi e in mountain bike. Il suo nome deriva da un ponte aurunco, che attraversava il rivo ivi presso. La via di cui il ponte era parte, era a lastre di basalto e veniva da Sessa. Questa strada era la via Fistula, che fu attraversata dal console Marcello con le sue truppe per raggiungere il campo trincerato di Suessa durante la guerra contro Annibale.
- Rongolise. Da Segnalare la Chiesa di S. Maria in Grotta, ricavata nel tufo, conserva nell'interno notevoli affreschi del XII secolo. Alla parete destra, di particolare interesse, è Il transito della Vergine, segue l'Arcangelo Michele che pesa le anime; S. Tommaso Apostolo, Madonna in trono con Bambino. Alla parete sinistra, in un riquadro, S. Esdra, S. Margherita e S. Onofrio. Altri affreschi sono di epoche successive.
- San Carlo.
- San Castrese. La comunità di San Castrese vive nel territorio di Sessa Aurunca. Il suo nome gli deriva dal Santo Vescovo Castrese che, espulso dall'Africa settentrionale durante la persecuzione vandalica, verso la metà del V secolo, si è, probabilmente, rifugiato in questi luoghi, dove ha continuato la sua missione apostolica. Il nucleo urbano sorge su una collina, a ridosso della piana del Garigliano, ad un'altitudine di 46 metri s.l.m. Il clima mite e la fertilità del suolo, favorisce ancora le colture e le piantagioni. Il paese è collegato attraverso la strada provinciale con il centro di Sessa Aurunca, distante 9 km e con la SS. 430 a 100 metri.
- San Limato. Frazione agricola situata nei pressi del Villaggio Turistico di Baia Felice, nota per i resti della Villa Romana di Punta San Limato.
- Piedimonte Massicano. 47 m s.l.m. La festa patronale ricorre il 2 giugno, in onore del patrono Sant'Erasmo. Località agricola posta tra il Monte Massico e il mare. Nel suo territorio vi sono le vestigia della Magna Grecia (resti delle mura della colonia greca presso spiaggia di San Limato).

## Economia
La particolare dislocazione geografica del Centro e delle 30 frazioni fra un'ampia zona collinare e la fertilissima "Piana del Garigliano", rende importante il territorio comunale per una produzione agricola differenziata e apprezzata soprattutto per quanto riguarda olio e vini noti già nell'epoca romana (numerose sono sul territorio le tracce di grossi insediamenti produttivi di età imperiale).
Da queste terre, fino alle pendici del Massico proviene il vino Falerno e l'olio d'oliva Terre Aurunche DOP.
Non mancano l'allevamento del bestiame (in modo particolare delle "bufale" in pianura e degli ovini in collina), recenti impianti ittici, né insediamenti industriali.

### Centrale nucleare del Garigliano
Nelle campagne di Sessa Aurunca sorge la centrale nucleare dismessa "del Garigliano", chiusa nel 1982.

## Infrastrutture e trasporti

### Strade

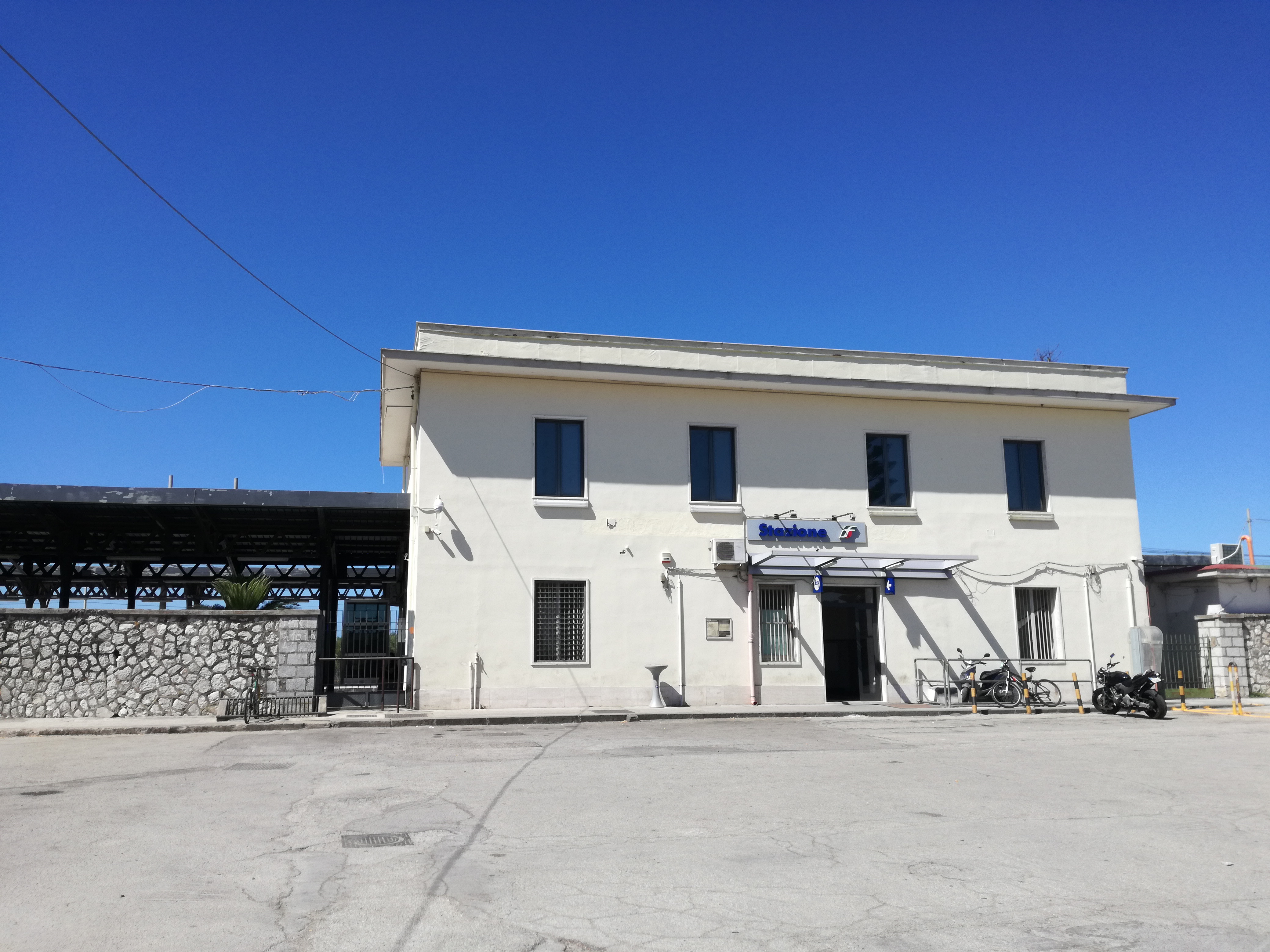
Stazione di Sessa Aurunca-Roccamonfina

Sessa Aurunca è attraversata dalla strada statale 7 Via Appia e dalla Strada statale 7 quater Via Domitiana.

### Ferrovie
Il comune dispone della stazione ferroviaria di Sessa Aurunca-Roccamonfina-Cellole sulla ferrovia Roma-Formia-Napoli. La stazione dista circa 8km dal centro cittadino ed è collegata ad esso da un servizio di bus locali.
Fino al 1957 il comune era servito anche dalla stazione di Sessa Aurunca Superiore sulla ferrovia Sparanise-Gaeta.

### Autobus
Nei giorni feriali sono previsti collegamenti quotidiani in autobus per Caserta e Napoli. Il servizio, precedentemente offerto da CLP, è ora in capo ad AIR Campania, che garantisce anche il trasporto verso alcune frazioni (particolarmente le "Toraglie") e verso i comuni, tra gli altri, di Roccamonfina, Galluccio, Mondragone, Carinola, Francolise, Sparanise, Pastorano, Capua e Santa Maria Capua Vetere.
Altre linee locali collegano Sessa Aurunca con le rimanenti frazioni (tra cui Baia Domizia) e con i comuni limitrofi di Cellole, Falciano del Massico, Teano, Minturno (frazione Scauri) e Formia.

## Sport
Hanno sede nel comune le società di calcio: A.C. Sessana, Virtus Carano, Folgore Maiano, che hanno disputato campionati dilettantistici regionali.